# 阿热托班
阿热托班（法語：Hagetaubin，亦作，法語發音：[aʒetobɛ̃]）是法国大西洋比利牛斯省的一个市镇，属于波城区。

## 地理
阿热托班（43°30'34"N, 0°36'53"W）面积18.84 平方千米，位于法国新阿基坦大区大西洋比利牛斯省，该省份为法国东南部省份，涵盖了贝阿恩与北巴斯克，西临大西洋比斯開灣，北至朗德省，东北接热尔省，东临上比利牛斯省，南与西班牙接壤。
与阿热托班接壤的市镇（或旧市镇、城区）包括：阿尔泰兹德贝阿恩、卡斯泰德康多、拉贝里、拉卡代、梅斯普莱德、莫尔拉讷、波姆斯、圣梅达尔。
阿热托班的时区为UTC+01:00、UTC+02:00（夏令时）。

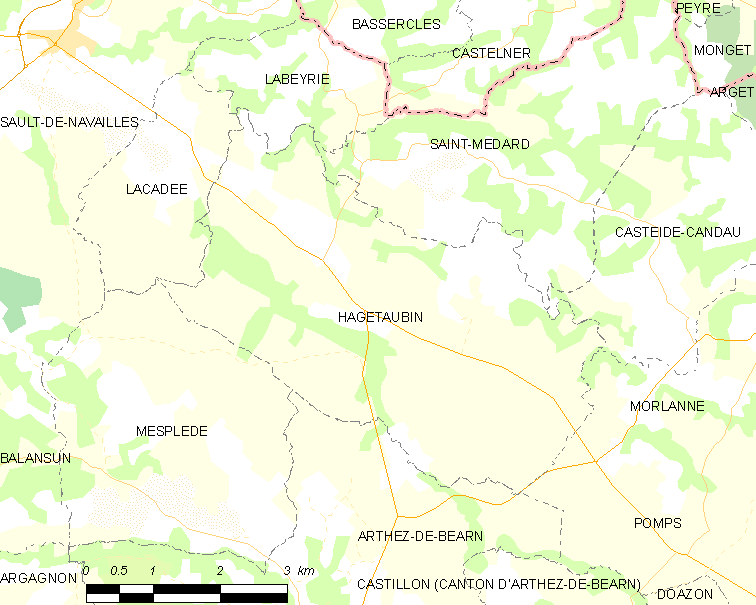
阿热托班的OSM定位图

## 行政
阿热托班的邮政编码为64370，INSEE市镇编码为64254。

## 政治
阿热托班所属的省级选区为阿尔蒂克斯和苏贝斯特尔地区县。

## 人口

1962-2008年间阿热托班人口变化图示

阿热托班于2022年1月1日时的人口数量为570人。